# Kalkkåpa
Kalkkåpa (Alchemilla alpigena) är en rosväxtart som beskrevs av Gustav Hegi. Enligt Catalogue of Life ingår Kalkkåpa i släktet daggkåpor och familjen rosväxter, men enligt Dyntaxa är tillhörigheten istället släktet daggkåpor och familjen rosväxter. Arten har ej påträffats i Sverige.

## Underarter
Arten delas in i följande underarter:
- A. a. silicicola
- A. a. septemsecta

## Bildgalleri

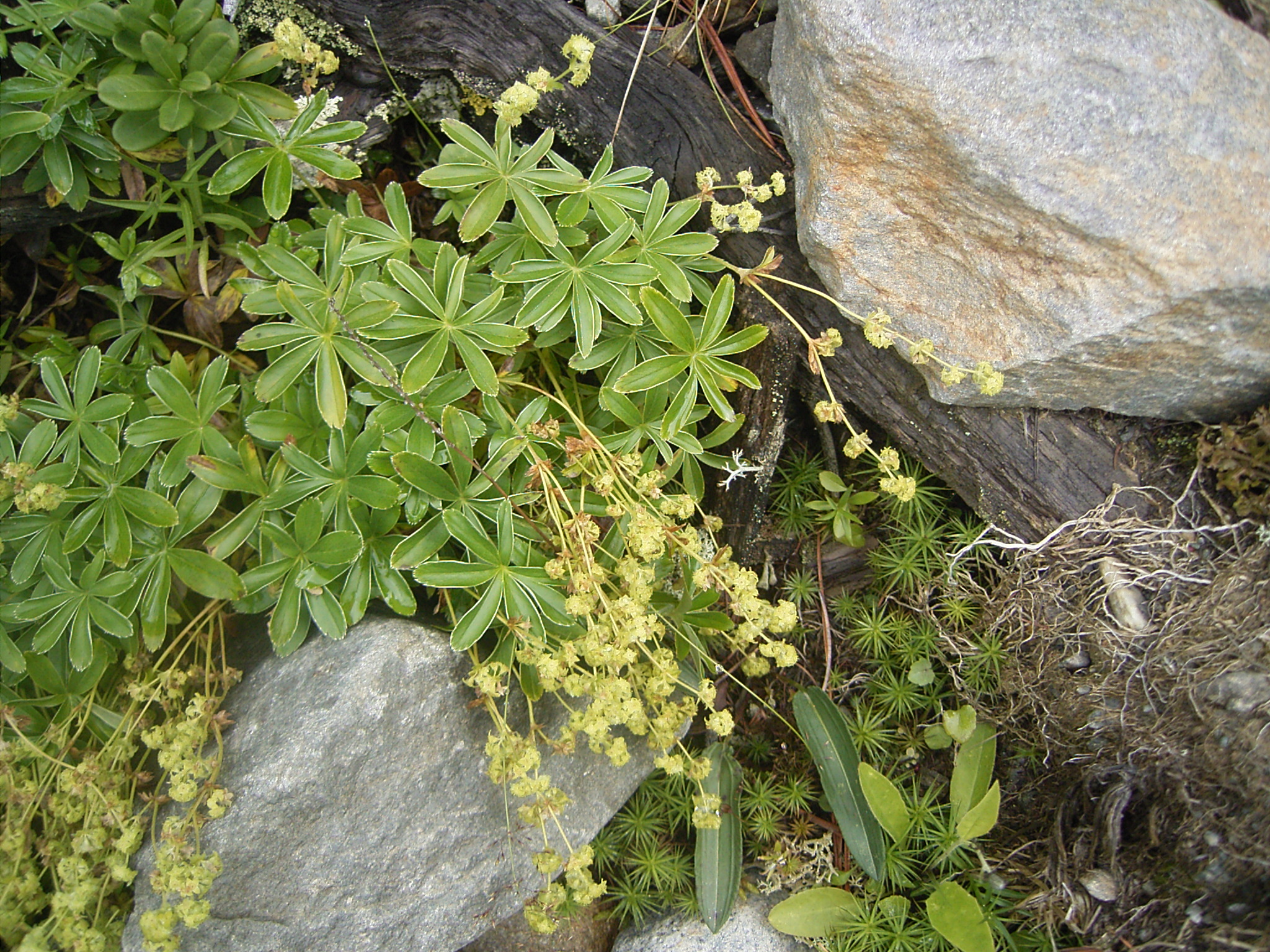
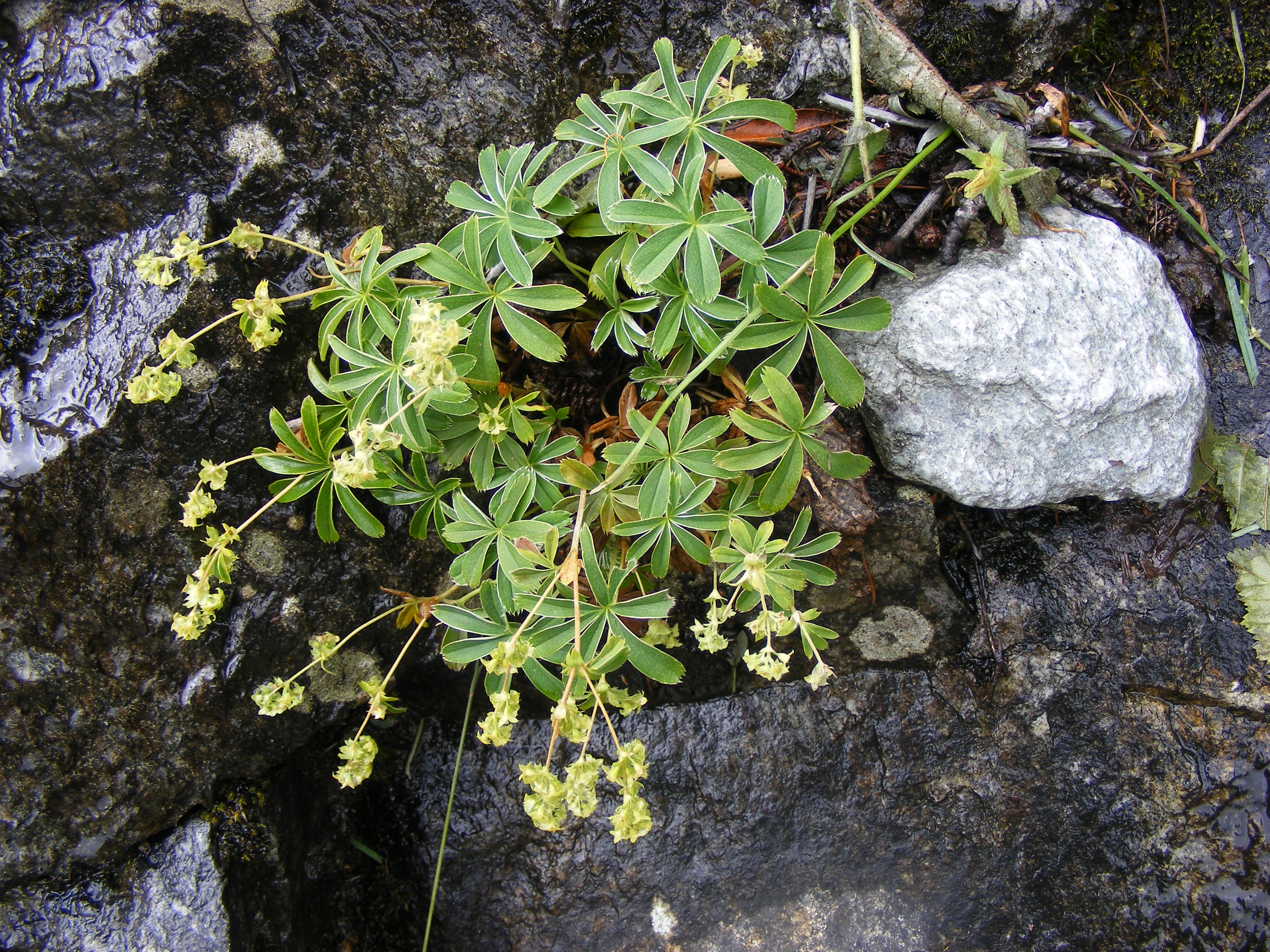
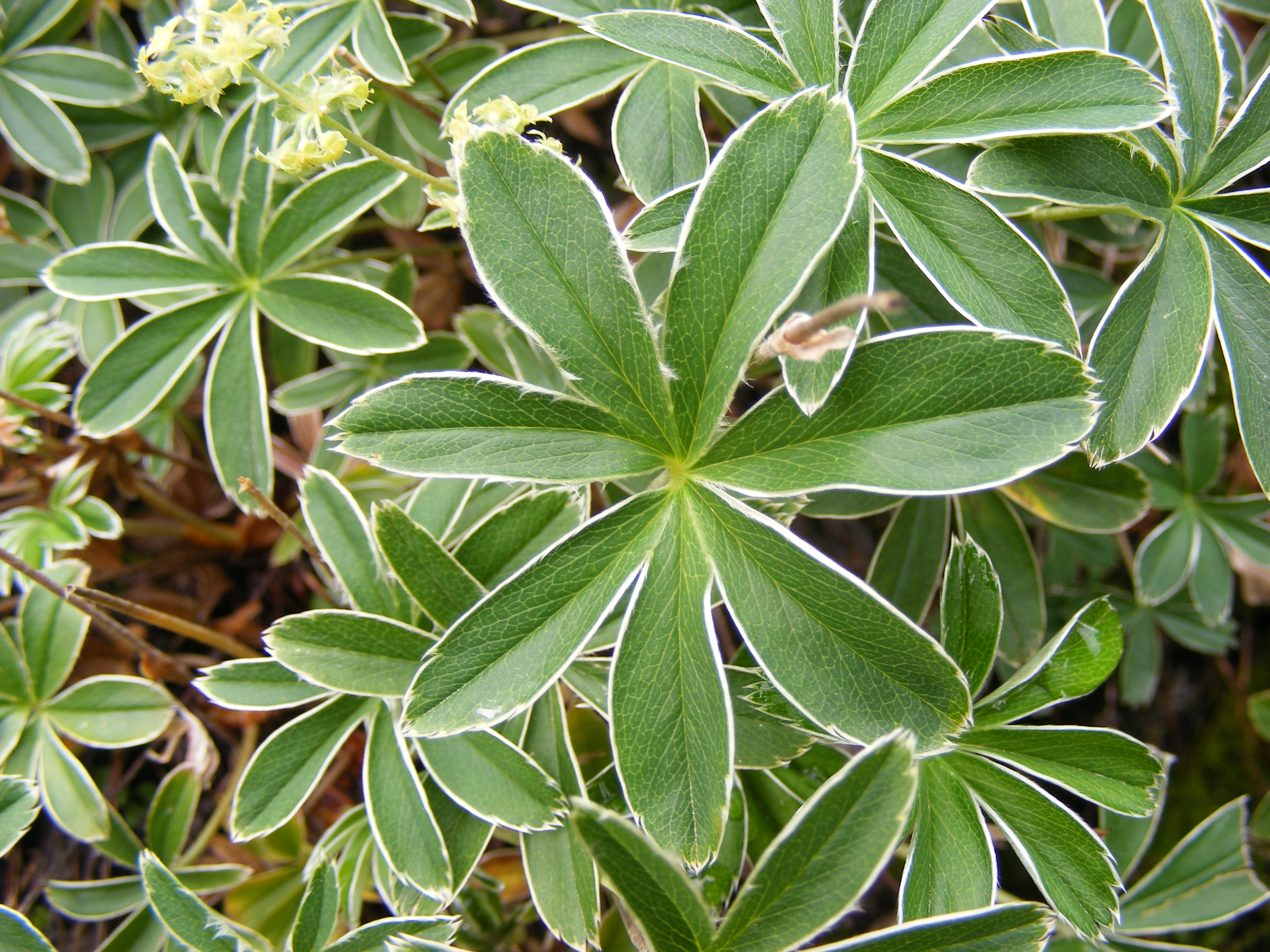
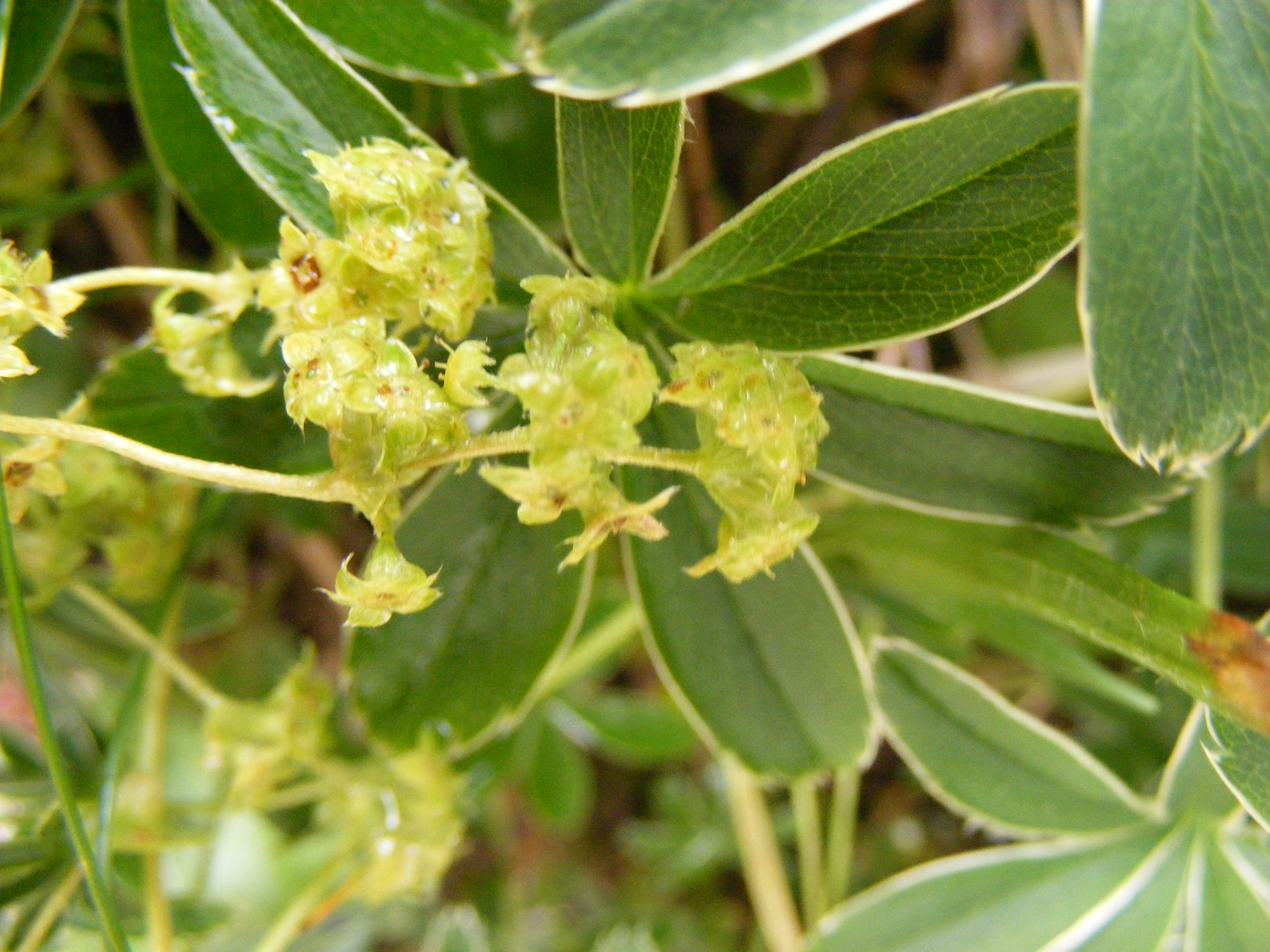